# 椿正晴
椿 正晴（つばき まさはる、1958年 - ）は、日本の翻訳家。

## 人物・来歴
埼玉大学教養学部教養学科イギリス文化コース卒業。都立高校の英語教諭、予備校講師を経て、翻訳者となる。翻訳家鈴木主税が主宰していた翻訳グループ「牧人舎」に所属。

## 著書
- 『入試英単語1500』 栄光ゼミナール 2000年

### 翻訳
- マリアン・グリーン著『ナチュラル・マジック ― 大地の力を生かす技 聖なる知恵入門シリーズ』 河出書房新社 1996年
- ポール・バレット著『恐竜大図鑑 よみがえる太古の世界』 日経BPクリエーティブ 2002年
- ピーター ウェイン(Peter Waine)、マイク・ウォーカー(Mike Walker)著『敵対買収』 主婦の友社 2002年
- ナショナルジオグラフィック『メジャー・リーグのすべてがわかるアメリカン・ベースボール―伝説の男たちの記録』 大塚茂夫、関利枝子、忠平美幸、藤井留美、小笠原景子共訳 日経ナショナルジオグラフィック社 （日経BP出版センター） 2002年
- トーマス・A. シャロン(Thomas A. Sharon)著『病院で殺される―医療ミスから身を守る方法』 主婦の友社 2004年
- ダン・ボルゲ(Dan Borge)著『人生と会社を幸福にするリスク管理』 主婦の友社 2005年
- カレン・オクリックズ(Karen Okulicz)著『すばやく決断できる人の考え方』 主婦の友社 2005年
- ティム・ヘインズ(en:Tim Haines)、ポール・チェンバーズ(Paul Chambers)著『よみがえる恐竜・古生物 超ビジュアルCG版 (BBC BOOKS)』 群馬県立自然史博物館監修 ソフトバンククリエイティブ 2006年
- グアット・ティン・ロウ(Guat Tin Low)、ジャニス・バルーク(Janice Baruch)、パク・ティーウン(Pak Tee Ng)著『どうして小さい魚は大きな魚に食べられちゃうの?』 主婦の友社  2006年
- ティム・フラナリー著『地球を殺そうとしている私たち』 ヴィレッジブックス （ソニー・マガジンズ） 2007年
- パット・メシティ著『大富豪になる人の心の法則』金森重樹共訳 主婦の友社 2007年
- ランディ・B．ノイス(Randi B. Noyes)著『北欧流スローライフ・コーチング』  阿部としみ共訳 主婦の友社 2007年
- ジェン・グリーン著『恐竜ハンター ― わくわくしかけブック』 主婦の友社 2008年
- ジェームズ・キャントン(en:James Canton)著『極端な未来 〈政治・社会編〉』 主婦の友社 2008年
- ジェームズ・キャントン著『極端な未来 〈経済・産業・科学編〉』 主婦の友社 2008年
- ソール・H．ローゼンタール著『45歳からのスローなセックス』 講談社 2008年
- ローウェル・ディンガス、マーク・ノレル著『恐竜ハンター』 群馬県立自然史博物館 2008年
- ロビン・スキャゲル著『アトラスキッズ宇宙地図 ― 3Dしかけ図鑑』 主婦の友社 2009年
- ダグラス・パーマー 著, ピーター・バレット イラスト『Evolution 生命の進化史』北村雄一 監修、ソフトバンククリエイティブ、2010.1
- スティーブ・ブルサット著, マイケル・ベントン 監修『よみがえる恐竜・大百科 超ビジュアルCG版』北村雄一 日本語版監修、ソフトバンククリエイティブ、2010.7
- イアン・ジョーダン『5つ星ホテルのトレーナー直伝売上増につながる英語「接客術」』講談社、2012.6